# Brittebo lägergård
Brittebo lägergård, tidigare Brittebo Barnkoloni, är en friluftsgård/barnkoloni för ungdom vid Svansjön, sju kilometer från Bottnaryd i Jönköpings kommun.
Länsassessorn Uno Sterner (1879-1932) i Jönköping och hans fru Laura köpte 1916 Svansö säteri. År 1926 upplät de mark och skänkte byggnadsmaterial till Jönköpings stad för ett sommarhem för fattiga barn från Jönköping. Den har sedan dess drivits av Jönköpings kommun.
På Brittebo finns numera den ursprungliga huvudbyggnaden i två våningar i trä, en annexbyggnad i en våning samt ett tiotal enrumsstugor av Friggebodstyp. Ursprungligen var anläggningen dimensionerad för ett 40-tal övernattande barn, och numera har den ett 70-tal gästbäddplatser.